# Putz von Breitenbach

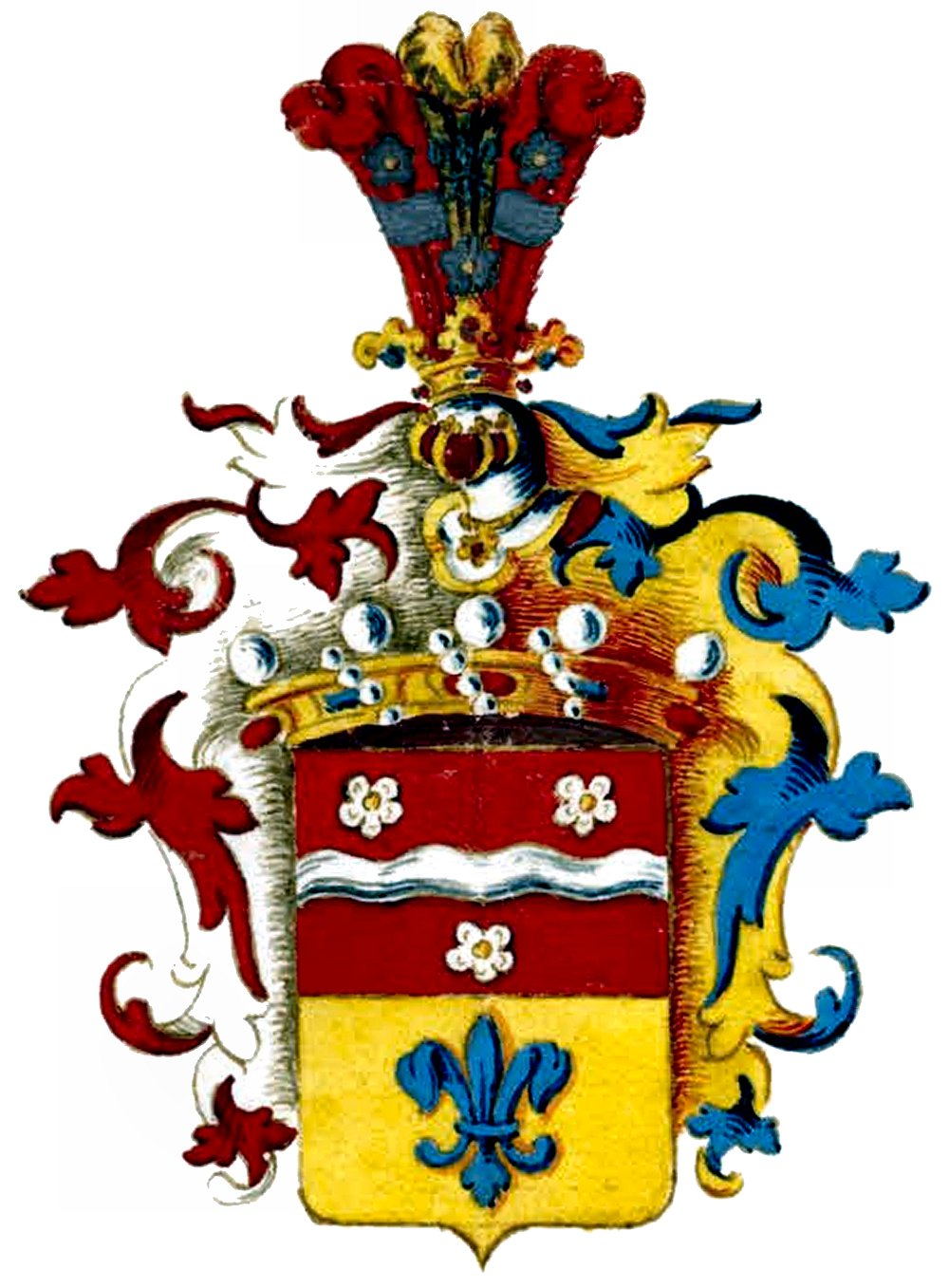
Freiherrenwappen der Putz von Breitenbach (1767)

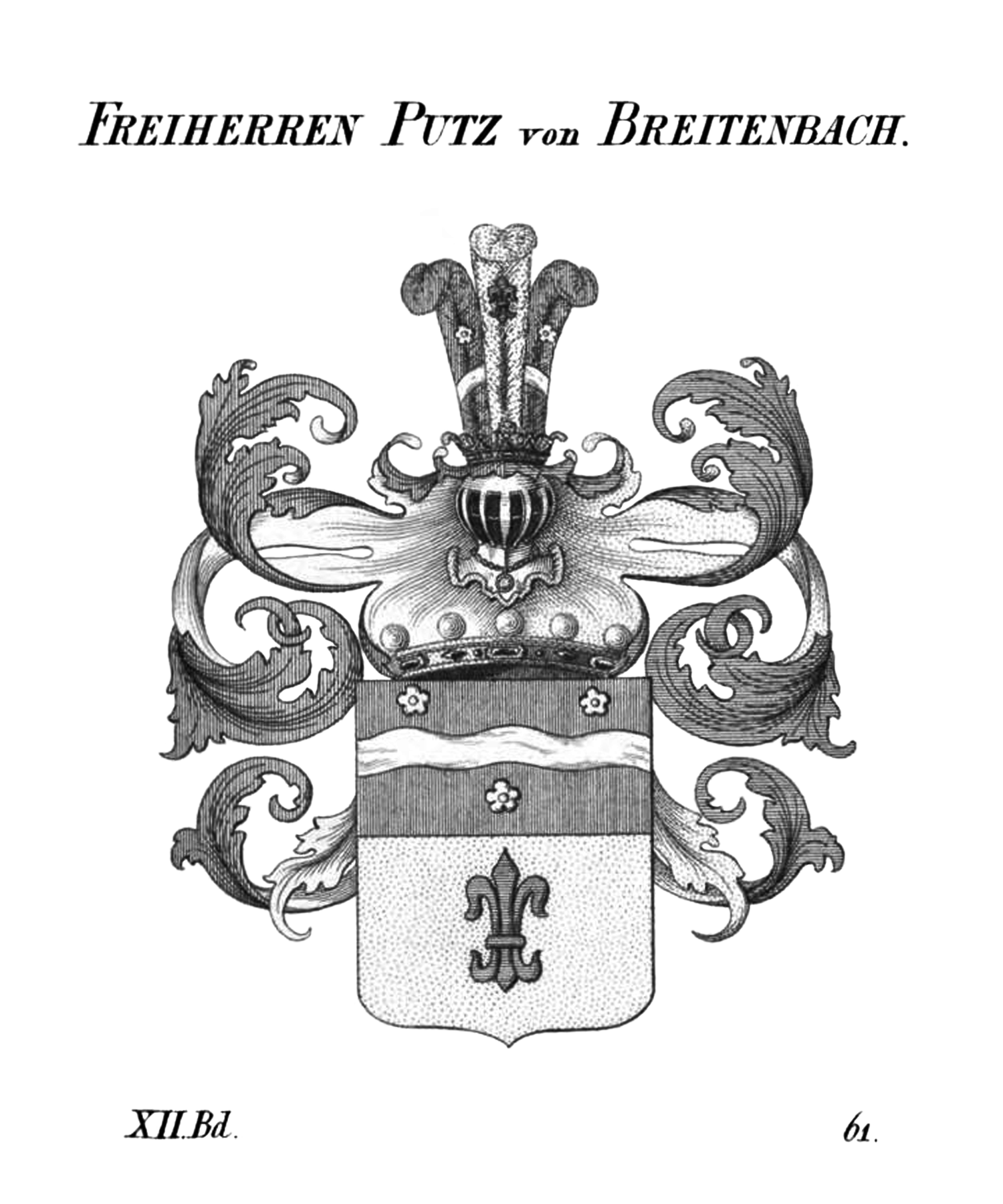
Wappen der Freiherren Putz von Breitenbach nach Konrad Tyroff

Putz von Breitenbach war ein böhmisches briefadeliges Geschlecht, das 1719 in den Ritterstand und 1767 in den Freiherrenstand erhoben wurde. Die Familie war nicht verwandt mit den Herren von Breitenbach. Ferner bestand keine Verwandtschaft zu den Adelsgeschlechtern Putz von Rolsberg und Putz von Adlersthurn.

## Geschichte
Die katholische Beamtenfamilie war in der Zeit der Gegenreformation in den böhmischen Teil des Erzgebirges gezogen. Die Stammreihe beginnt mit dem czerninische Hauptmann der Herrschaft Neudek Georg Putz († 1635). Am 26. Juni 1719 wurde sein Enkel, der Bergmeister von Platten Christoph Adalbert Putz (1658–1726), der mit der Erzeugung und Handel von Glas und blauer Farbe reich wurde, von Kaiser Karl VI. mit dem Prädikat von Breitenbach in den erblichen Ritterstand erhoben. 1715 hatte er das Gut Luck erworben und ersteigerte das Haus zur grünen Linde in der Prager Altstadt, das er bereits 1723 wieder verkaufte. 1725 kaufte er auch das benachbarte Gut Buda und vereinte es zu einer Herrschaft. Sein Sohn Wenzel Leopold Putz von Breitenbach (1688–1747) war außer der ererbten Güter seit 1747 Besitzer des Gutes Chiesch. 1738 waren nach Zedlers Enzyklopädie aus dem Geschlecht Wenzel Leopold, Franz Anton Putz von Breitenbach und dessen Söhne bekannt. Franz Xaver Putz von Breitenbach (1737–1747), erhielt am 14. September 1767 in Wien von Kaiser Joseph II. das Freiherrendiplom. Er hatte 1758 die Güter Luck und Buda seinem älteren Bruder Johann Nepomuk Putz von Breitenbach (1724–1791) abgekauft und erwarb außerdem das Gut Werscheditz. Die Güter wurden schließlich zur Allodial-Herrschaft Werscheditz vereint. Das Gut Chiesch wurde auf Grund hoher Schulden 1766 versteigert. 1774 hatte er auch die Güter Luck, Buda und Werscheditz verkauft und erwarb dafür das Gut Libkowitz. Von 1688 bis 1775 betrieb die Familie das obere Blaufarbenwerk in Breitenbach, das zeitweise, im 18. Jahrhundert, nach dem Prädikat Breitenbachisches Werk genannt wurde. 1775 kaufte es der Breitenbachische Faktor Franz Anton Miesl (1731–1792).
1813 ist nunmehr ein Mitglied der Familie, Johann Putz Freiherr von Breitenbach (1765–1819), im Alphabetischen Verzeichniß des höhern böhmischen Adels verzeichnet. Dieser lebte mit seiner Frau Elisabeth in Prag und hatte zwischen Juni und September 1816 Kontakt zu Caroline Brandt und Carl Maria von Weber. Als vermutlich letzte Trägerin des Familiennamens nennen die Prager Melderegister von 1850 bis 1914 Breitenbach Elisabeth, Baronin, geb. Stransky v Stranka und Greifenfels, Witwe. Die Pfarrkirche von Platten besaß wertvolle Gerätschaften, wie Monstranzen und Kelche, die Angehörigen der Familie Putz von Breitenbach gewidmet waren. Unter den Gegenständen die in der Pfarrkirche von Nahorzeditz aufbewahrt werden, befindet sich ein verzierter silberner Kelch mit den Initialen F.A.P.V.B.B. für Franz Anton Putz von Breitenbach und dem Jahr 1725. Möglicherweise ein Geschenk das Franz Xaver Putz von Breitenbach der Pfarrei machte.

## Besitzungen
- Oberes Blaufarbenwerk
- Haus zur grünen Linde in der Prager Altstadt
- Luck
- Buda
- Chiesch
- Werscheditz
- Liebkowitz

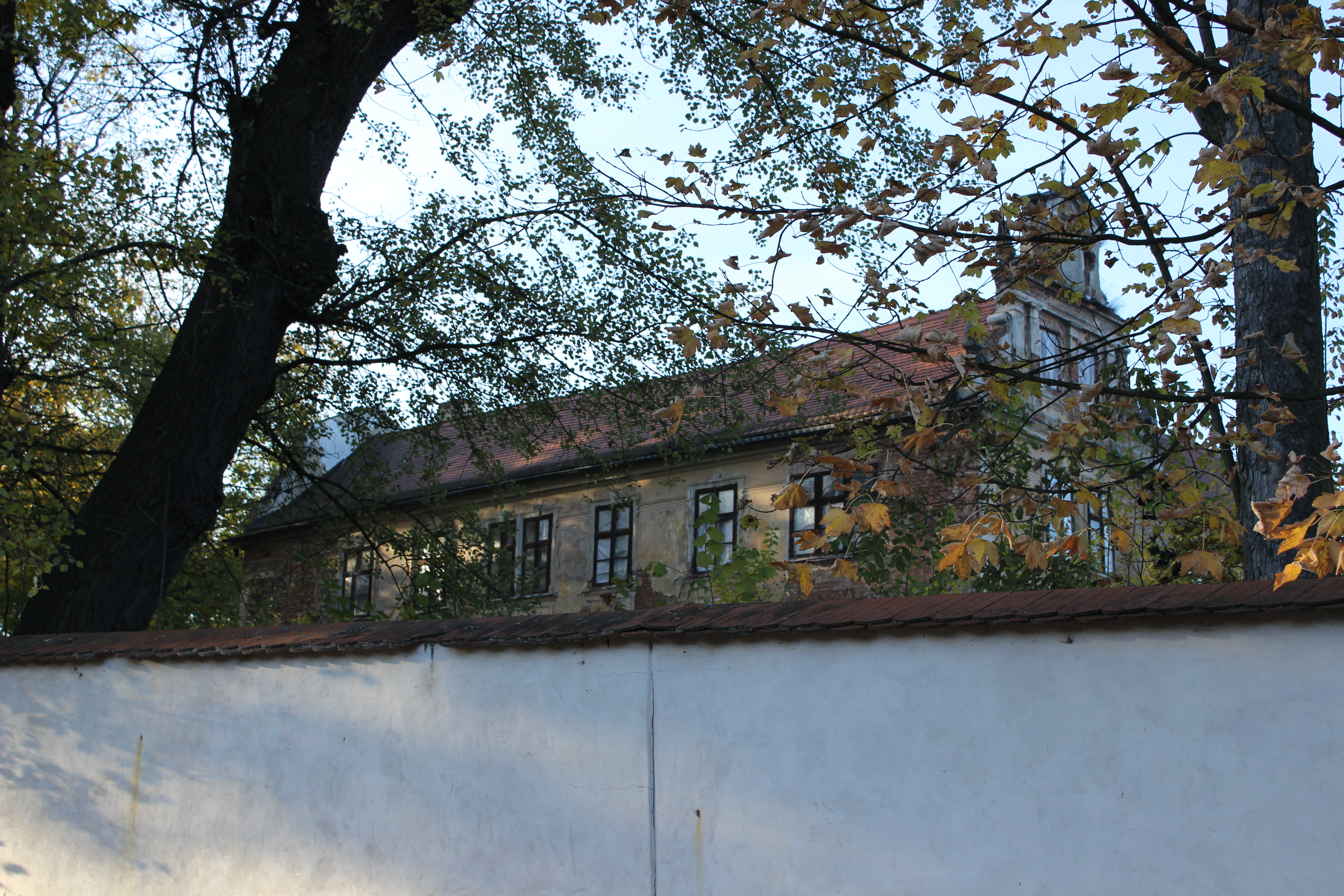
Schloss Luck
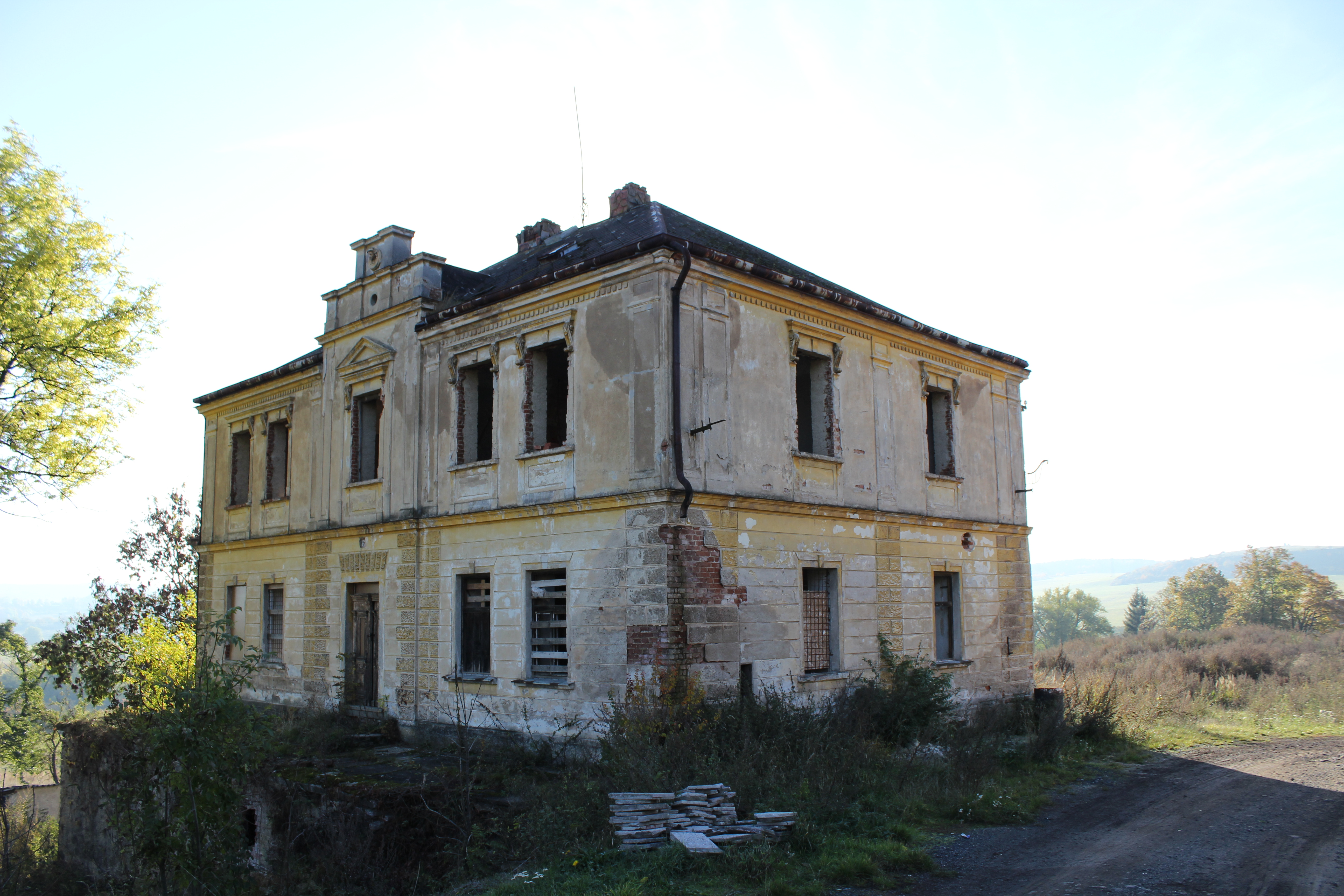
Schloss Buda
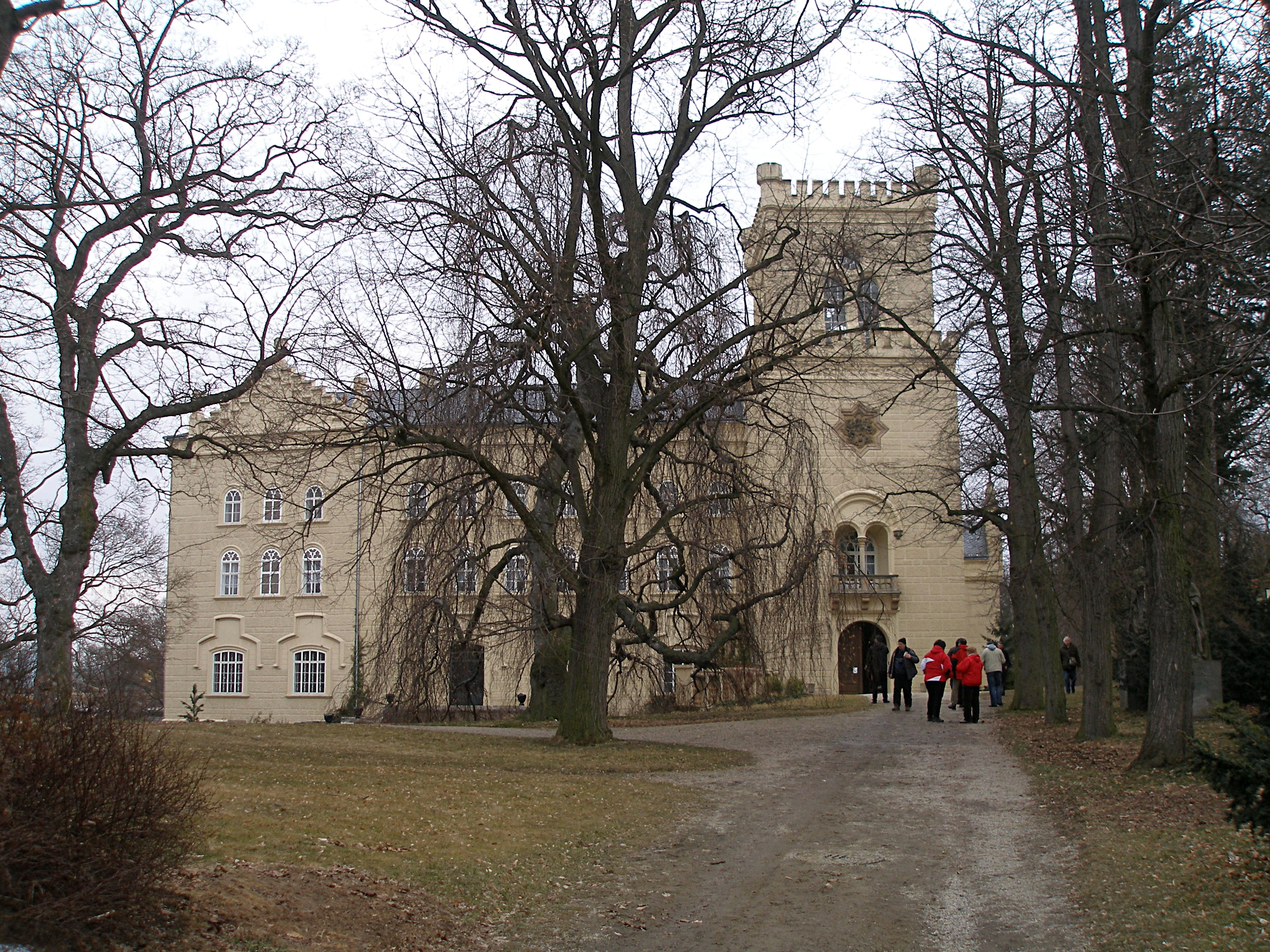
Schloss Chiesch
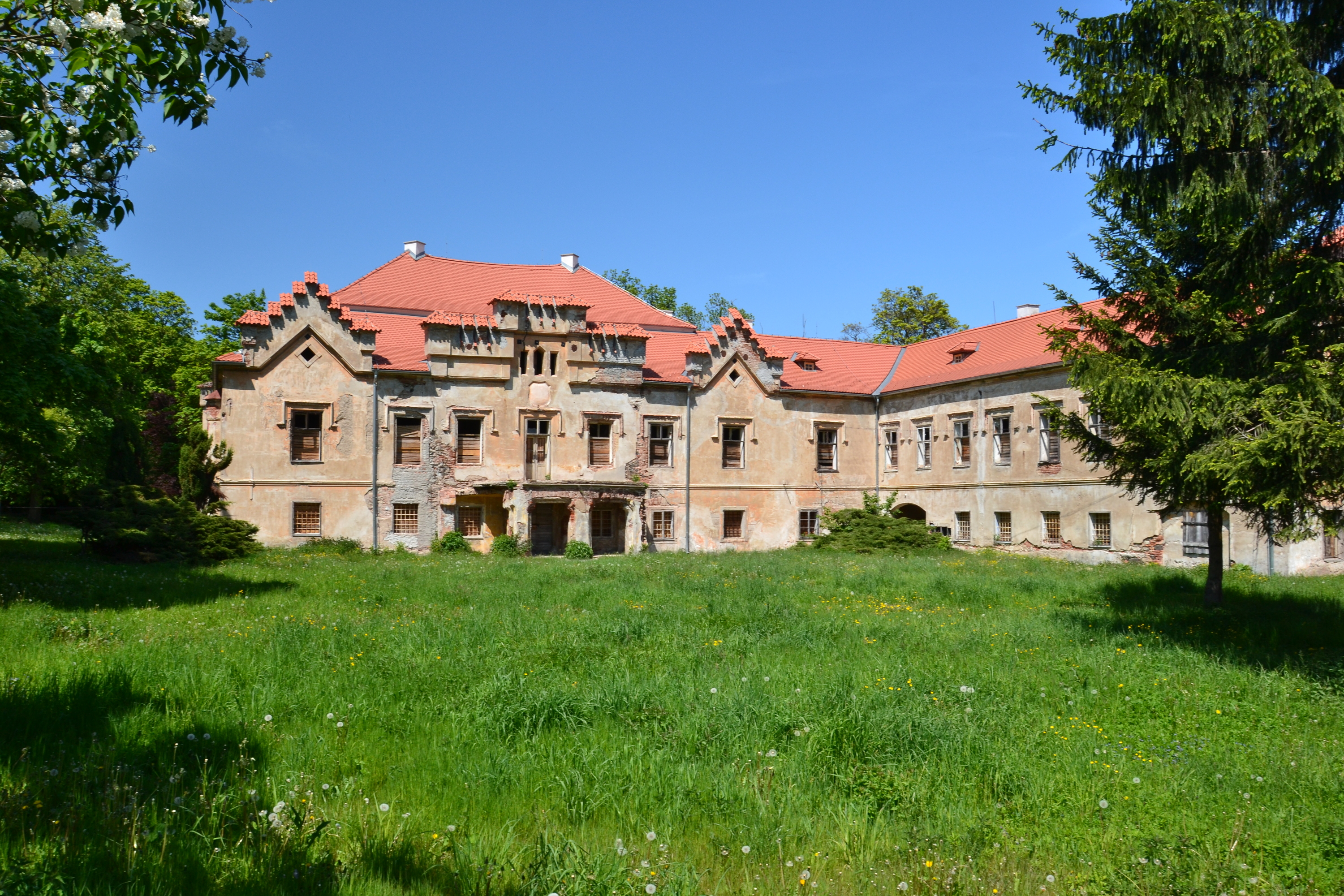
Schloss Werscheditz
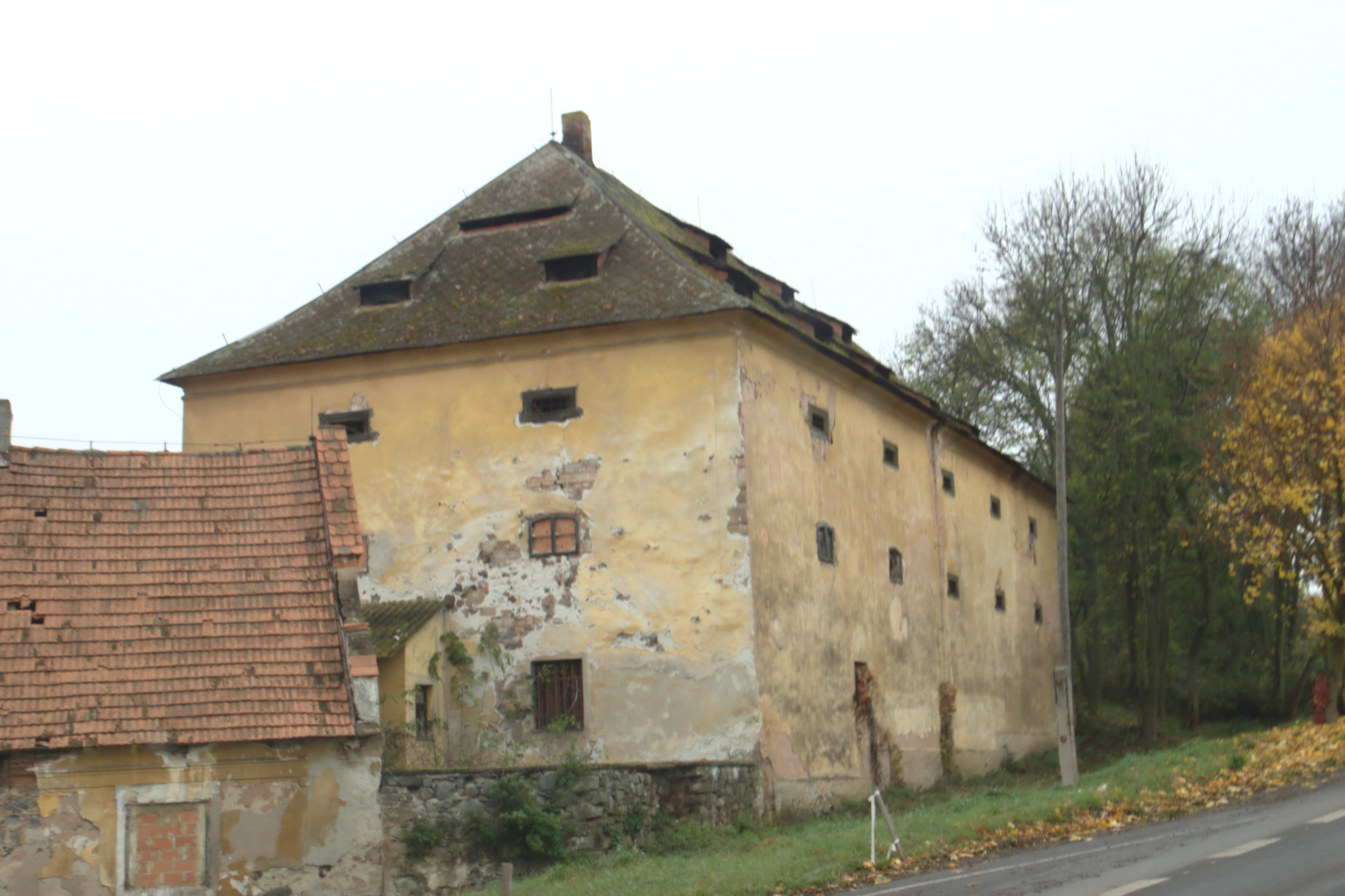
Schloss Liebkowitz

## Genealogie (Auswahl)
1. Christoph Adalbert Putz von Breitenbach (get. 3. Juli 1658 in Platten; † 13. Juli 1726 in Breitenbach); ⚭ 13. Februar 1684 in Platten Anna Maria Haas (get. 29. März 1663 in Platten; † 9. April 1742 ebenda)
  1. Eva Rosina Putz (* 7. Januar 1685 in Platten); ⚭ 1704 in Platten Georg Adam Söldner von Söldenhofen
  2. Wenzel Leopold Putz von Breitenbach (get. 11. Mai 1688 in Platten; † 28. November 1747 in Chiesch); ⚭ Antonia Theresia von Hard
    1. Maria Elisabetha Putz von Breitenbach (get. 24. November 1718 in Luck); Stiftsdame Anna Leopoldina von der Geißlung Christi im Kloster St. Ursula in Prag
    2. Johann Nepomuk Putz von Breitenbach (* 2. Februar 1724 in Luck; † 23. Juli 1791 in Libkowitz)
    3. Anna Maximiliana Putz von Breitenbach (* 8. März 1731 in Luck; † 5. Januar 1774 in Klattau); ⚭ 6. Januar 1766 in Chiesch Anton von Horrich
    4. Franz Xaver Putz von Breitenbach (* 13. Februar 1737 in Luck; † 9. August 1794 in Libkowitz); ⚭ Anna Regina von Loskany
      1. Antonia Theresia Putz von Breitenbach (get. 4. März 1761 in Prag); ⚭ 10. Juni 1801 in Nahorzeditz Vinzenz von Grünersberg
      2. Johann Putz von Breitenbach (get. 28. Mai 1765 in Prag; † 5. Dezember 1819 ebenda); ⚭ 7. August 1810 in Prag Elisabeth Stransky von Stranka und Greifenfels

    5. Franz Anton Putz von Breitenbach (get. 2. September 1691 in Platten; † 8. Mai 1742 ebenda)